# Tooth Fang & Claw
Tooth Fang & Claw es el séptimo y último álbum de estudio de la banda estadounidense de hard rock Ted Nugent and The Amboy Dukes, publicado en septiembre de 1974 por DiscReet Records. Contiene la canción "Great White Buffalo", pieza fundamental en las presentaciones en vivo de Ted Nugent a partir de entonces.

## Lista de canciones
Todas escritas por Ted Nugent, excepto donde se indique.
1. "Lady Luck" - 5:57
2. "Living in the Woods" - 3:54
3. "Hibernation" - 9:19
4. "Free Flight" - 4:03
5. "Maybellene" - (Chuck Berry, Russ Fratto, Alan Freed) - 3:28
6. "The Great White Buffalo" - 4:57
7. "Sasha" - 3:06
8. "No Holds Barred" - 4:48

## Créditos
- Ted Nugent – guitarra, voz, percusión
- Rob Grange – bajo, voz, arreglos
- Vic Mastrianni – batería, percusión
- Andy Jezowski – coros